# Asz-Szajch Ibada
Asz-Szajch Ibada – miejscowość w Egipcie, w muhafazie Al-Minja. W 2006 roku liczyła 7155 mieszkańców.